# František Janda-Suk

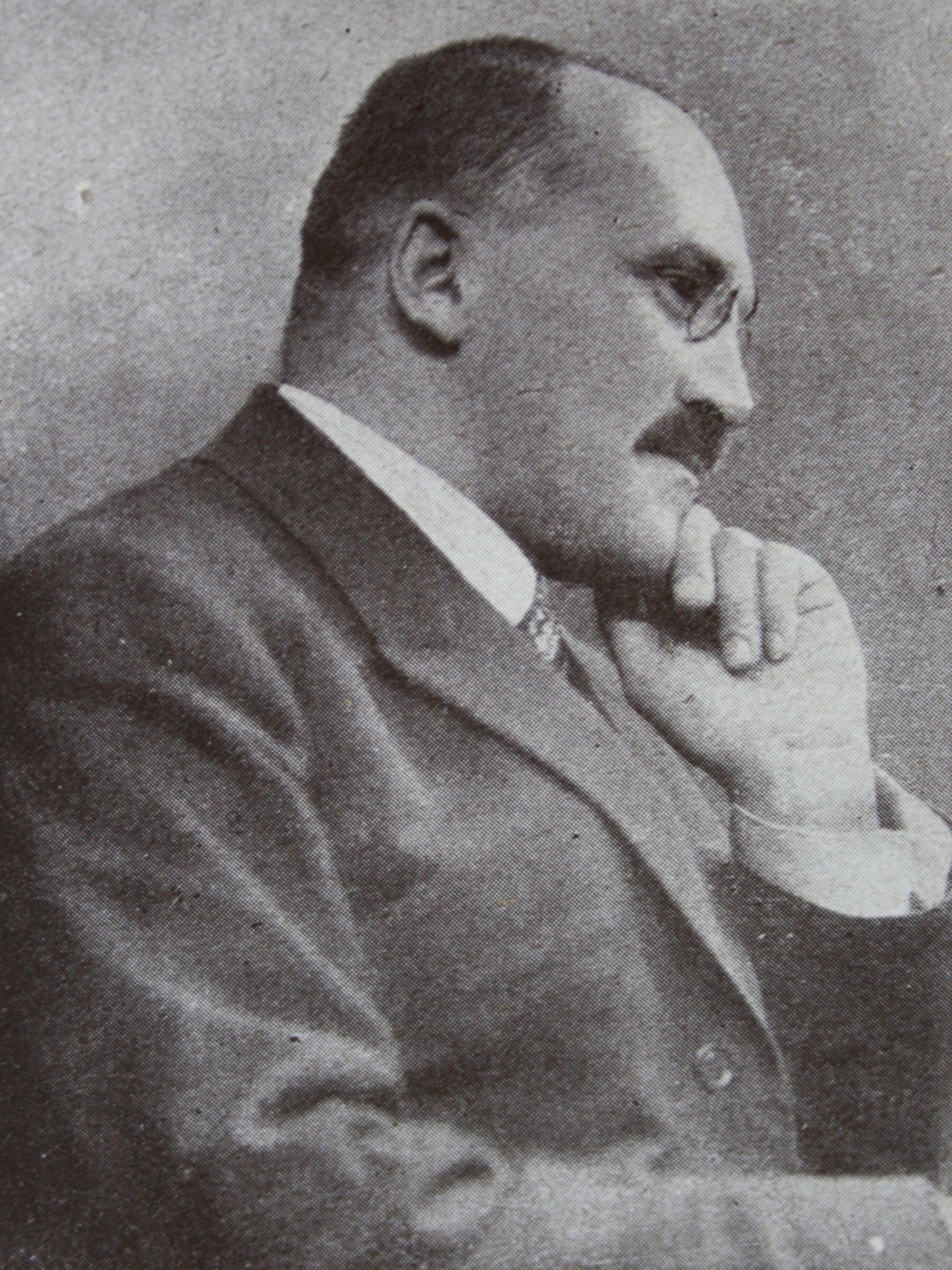
František Janda-Suk (ca. 1927)

František Janda-Suk (25 de marzo de 1878 – 23 de junio de 1955) fue un atleta checo que compitió para Bohemia en los Juegos Olímpicos de 1900 y 1912 y para Checoslovaquia en los Juegos Olímpicos de 1924.
Nació en Postřižín y murió en Praga, ambas en la actual República Checa.
Fue el primer atleta moderno en lanzar el disco con el estilo rotatorio. Decidió utilizar este movimiento al estudiar la posición de la icónica escultura griega del Discóbolo, realizada por Mirón de Eléuteras. Tras un año entrenando y desarrollando esta técnica, ganó la medalla de plata olímpica en los Juegos Olímpicos de 1900 celebrados en París.
Tras la Primera Guerra Mundial, volvió a competir en los JJOO, siendo el abanderado de Checoslovaquia en la edición de 1924.